# Alfred Klein (SS-Mitglied)
Alfred Klein (* 2. Oktober 1912 in Memmingen; † 18. September 1972 in Berlin) war ein deutscher SS-Hauptscharführer und Leiter des Krematoriums im KZ Sachsenhausen.

## Leben
Alfred Klein war uneheliches Kind einer Spinnerin. Von 1918 bis 1926 absolvierte er in Memmingen die Volksschule und machte anschließend eine kaufmännische Lehre in einer Farbengroßhandlung. Nach erfolgreichem Abschluss erhielt er 1929 eine Anstellung als grafischer Arbeiter in einer Zeitungsdruckerei, die er zwei Jahre später wieder verlor.
Im August 1929 trat er in die Hitlerjugend ein. Zum 1. April 1931 trat er der NSDAP bei (Mitgliedsnummer 507.609) und schloss sich im selben Jahr auch der Allgemeinen SS an. Am 20. April 1933 schloss er sich den SS-Totenkopfverbänden im KZ Dachau an. Dort war Klein zunächst in der Wachmannschaft eingesetzt, konnte aber im Jahre 1936 in den Kommandanturstab wechseln und war als Schreiber in der Abteilung Schutzhaftlagerführung tätig. Im September 1938 wurde er zum Kommandanturstab des KZ Sachsenhausen versetzt. Anfang 1940 wurde er zum Leiter des Krematoriums ernannt. Bei einer Massenmordaktion, durch die im Herbst 1941 über 10.000 sowjetische Kriegsgefangene getötet wurden, hatte Klein für den reibungslosen Ablauf der Leichenkremierung zu sorgen. Ab September 1942 bis 1945 war er Leiter des „Standesamtes Oranienburg II“, das die bislang von der Verwaltung in Oranienburg geleistete Registrierung der Sterbefälle im KZ übernahm.
Während des Todesmarsches im April 1945 setzte sich Klein nach Hagenow ab. Bis Ende 1947 lebte er in Mecklenburg-Vorpommern. Im Jahre 1948 zog er nach West-Berlin, wo er als Druckgrafiker bei der Ullstein AG tätig war. Im Jahre 1964 kam er in Untersuchungshaft. Ab Oktober 1964 stand er im ersten Kölner Sachsenhausen-Prozess vor Gericht, wo er wegen seiner Mitwirkung am Massenmord an den sowjetischen Kriegsgefangenen angeklagt war. Am 28. Mai 1965 wurde er vom LG Köln wegen Beihilfe zum Mord zu einer Haftstrafe von einem Jahr und zehn Monaten verurteilt. Nach seiner vorzeitigen Entlassung trat er eine Stelle bei der Degussa AG an.